# Take It to the Head
Take It to the Head è un singolo del produttore hip hop statunitense DJ Khaled, pubblicato nel 2012 ed estratto dal suo sesto album in studio Kiss the Ring.
Il brano vede la partecipazione del cantante Chris Brown, dei rapper Rick Ross e Lil Wayne e della rapper trinidadiana Nicki Minaj.

## Video musicale
Il videoclip della canzone è stato diretto da Colin Tilley. Esso vede i cameo di Drake, Birdman, Busta Rhymes e Mack Maine.

## Tracce
1. Take It to the Head (feat. Chris Brown, Rick Ross, Nicki Minaj & Lil Wayne) – 4:24